# Naturschutzgebiet Ziegenberg bei Heimburg

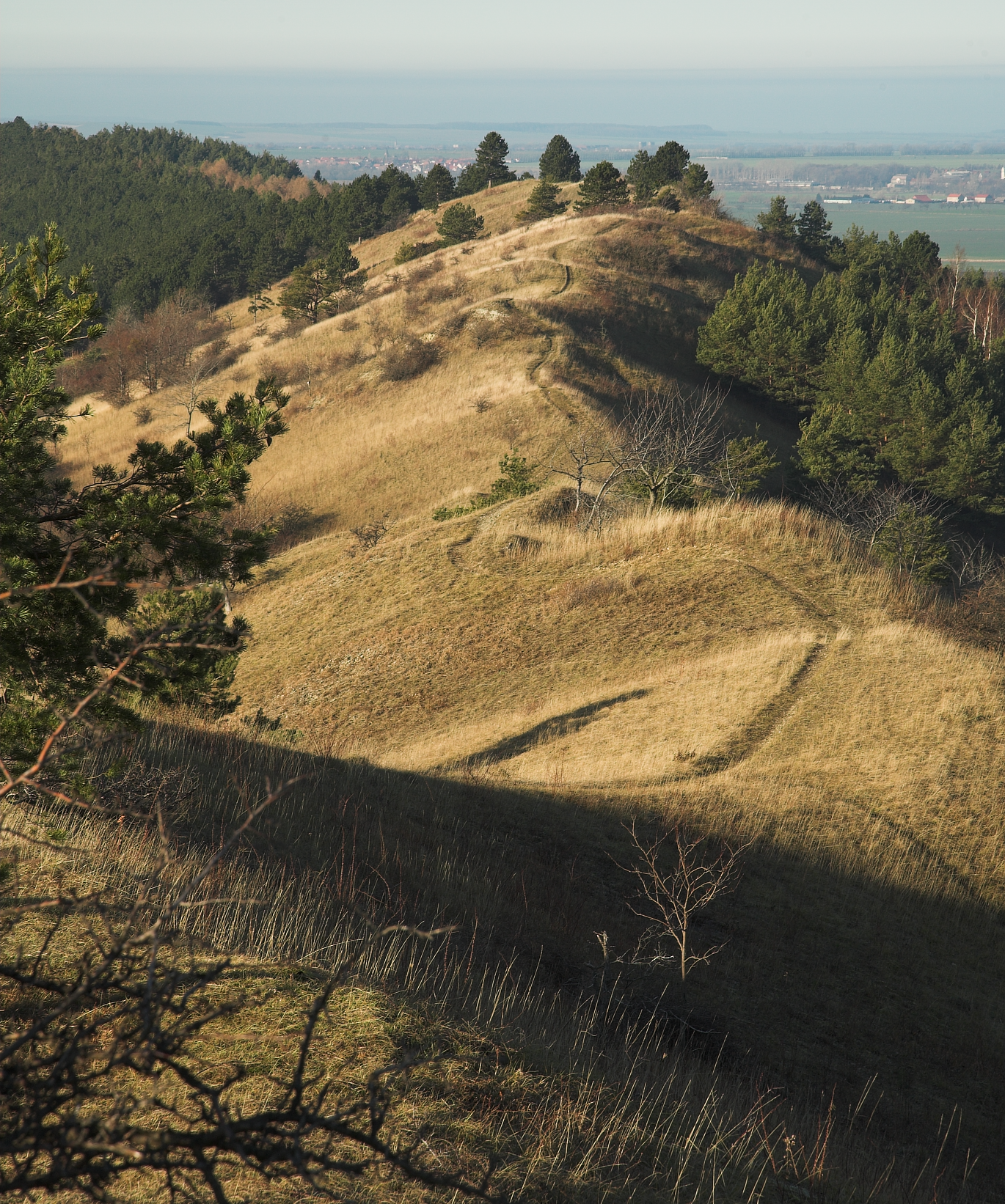
Kamm des Ziegenbergs, Blick Richtung Nordwesten

Der Ziegenberg bei Heimburg ist ein 88,4 ha großes Naturschutzgebiet zwischen Heimburg und Benzingerode am Nordrand des Harzes im Landkreis Harz in Sachsen-Anhalt.
Das im Landschaftsschutzgebiet Harz und Vorländer liegende Naturschutzgebiet weist neben Halbtrockenrasen, Gebüschfluren und Kiefernwäldern auch Feuchtwiesenareale auf. Es liegt auf dem langgestreckten Hügelareal des namensgebenden Ziegenbergs (315,7 m ü. NN) bei Heimburg im Südosten und des Struvenbergs (305,7 m ü. NN) bei Benzingerode im Nordwesten.

## Geologie
Als Bestandteil der nördlichen Aufrichtungszone des Harzes entstand der Ziegenberg während der Gebirgsentwicklung des Harzes. Während dessen Heraushebung wurden die horizontalen Schichten des Umlandes, hauptsächlich aus Muschelkalk bestehend, aufgestellt. Der nördliche Teil des Ziegenberges ist durch Silt und Mergel geprägt.

## Flora
Im Naturschutzgebiet hat der Lothringer Lein (Linum leonii) sein nördlichstes Vorkommensgebiet.
Zu den darüber hinaus vorkommenden Pflanzen zählen vor allem die Kleine Bibernelle (Pimpinella saxifraga), die Großblütige Braunelle (Prunella grandiflora), der Gewöhnliche Fransenenzian (Gentianopsis ciliata), das Sichelblättriges Hasenohr (Bupleurum falcatum) und die Silberdistel (Carlina acaulis).

## Nutzung und Naturschutzgebiet

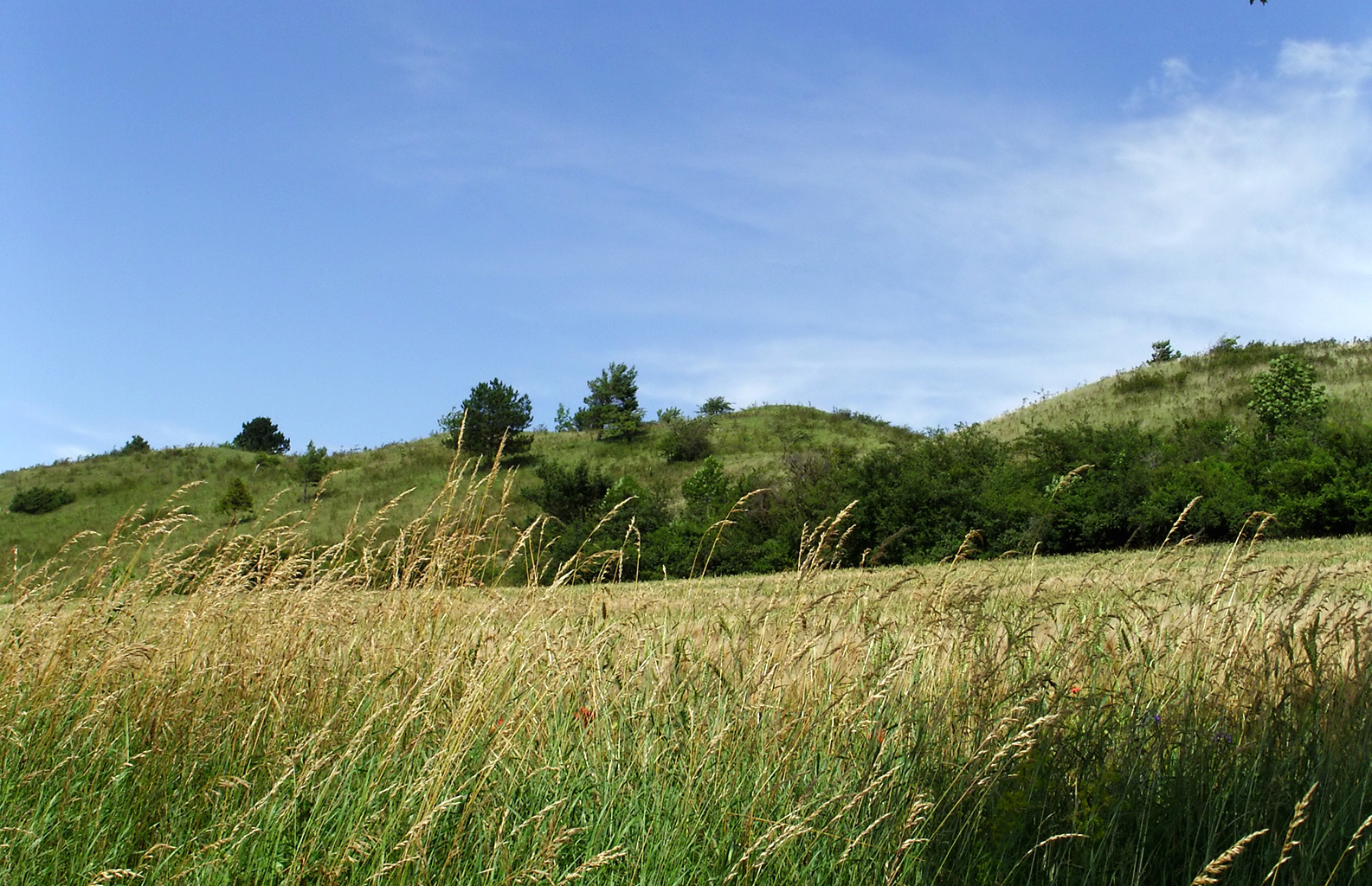
Südhang des Struvenbergs

Kurz vor Abfall des Berges in Richtung Benzingerode durchziehen die Reste von Wallanlagen einer im 10. Jahrhundert bestehenden Schutzburg, der Struvenburg, das Gelände. Nach Rodung des Waldes diente der Berg über Jahrhunderte als Weidefläche. Später wurden Teile des Areals mit Schwarzkiefern (Pinus nigra) aufgeforstet und Steinbrüche angelegt. 
Aufgabe des zum 1. Januar 1982 eingerichteten Naturschutzgebietes ist „Schutz und Erhaltung der Trocken- und Halbtrockenrasen mit ihren submediterranen Pflanzengesellschaften sowie einer artenreichen Insektenfauna“ und ein Schutz der geologischen Besonderheiten. Zu diesem Zweck wird der Berg gelegentlich durch Schafe beweidet, darüber hinaus wird Buschwerk entfernt. Der Kiefernwald des südlichen Hangs soll in einen Steppenwald mit Traubeneichen umgewandelt werden. Andere Flächen werden einer vollkommen natürlichen Entwicklung überlassen.
Im Bereich des Kamms ist der Ziegenberg teils durch zwei parallel verlaufende Pfade erschlossen. Am Fuße des Südhangs verläuft ein Feldweg.